# مارجوري والاس (صحفية)
مارجوري والاس (بالإنجليزية: Marjorie Wallace)‏ هي صحفية كينية، ولدت في 10 يناير 1945 في نيروبي في كينيا.